# 어니스트 섀클턴

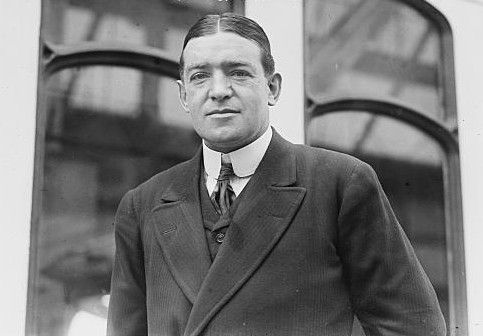
어니스트 섀클턴

어니스트 헨리 섀클턴  경(Sir Ernest Henry Shackleton, CVO, OBE, 1874년 2월 15일 ~ 1922년 1월 5일)은 아일랜드에서 태어난 영국의 군인, 선원, 탐험가이다.
1901년 로버트 팰컨 스콧의 남극 탐험대에 참가하였다. 1907년 자신이 직접 남극 탐험대를 지휘하여 이듬해인 1908년 탐험대의 일원인 호주의 지질학자 에지워스 데이비드(Edgeworth David)가 남극의 알프스로 불리는 에러버스 산을 세계에서 최초로 정복했다. 그 공로로 영국 정부로부터 훈장과 기사작위를 받았다. 그러나 이 때 그는 자신이 진정으로 탐험하길 원했던 남극점을 탐험하는 데에는 식량 부족으로 155km를 남기고 실패했다. 그 후 1914년과 1921년에 탐험을 계속하다가, 4번째 탐험 도중 사망하였다. 그의 세 번째 남극 탐험에서 남극대륙의 극한 상황 속 15개월 동안 낙오자 없이 27명(총원 28명)의 대원을 구조해 위대한 실패라고도 한다.

## 디스커버리호(1901~1903)
- 1901년
  - 3월 국영 남극 탐험대 대원으로 최종 선발
  - 8월 6일 디스커버리호 남극으로 출항
- 1902년
  - 1월 2일 대형 빙산 발견
  - 1월 8일 부빙군 탈출
  - 1월 20일 사우스 빅토리아랜드의 그래나이트 항에 상륙. 몇 가지 암석 채취
  - 1월 30일 새로운 육지 발견
  - 2월 4일 세계 최초로 기구를 타고 지상 240m 상공에서 남극대륙의 사진 찰영
  - 2월 8일 맥머도 해협 근처에서 정박
  - 2월 19일~2월 22일 새클턴, 남극대륙의 육로 여행으로 남극점까지 이어진 길을 최초로 발견
  - 11월 2일 스콧, 윌슨, 섀클턴, 남극점을 향해 출발
  - 12월 19일 남위 81도에서 남극 탐험 실패 선언
- 1903년
  - 1월 30일 섀클턴을 썰매에 태우고 기지로 향함
  - 2월 3일 디스커버리호로 복귀
  - 3월 1일 섀클턴, 구조선에 태워져 런던으로 복귀
  - 6월 12일 섀클턴, 영국 도착

## 님로드호(1907~1909)
- 1907년
  - 3월 25일 기금 모금을 마침
  - 8월 7일 영국에서 출발
- 1909년

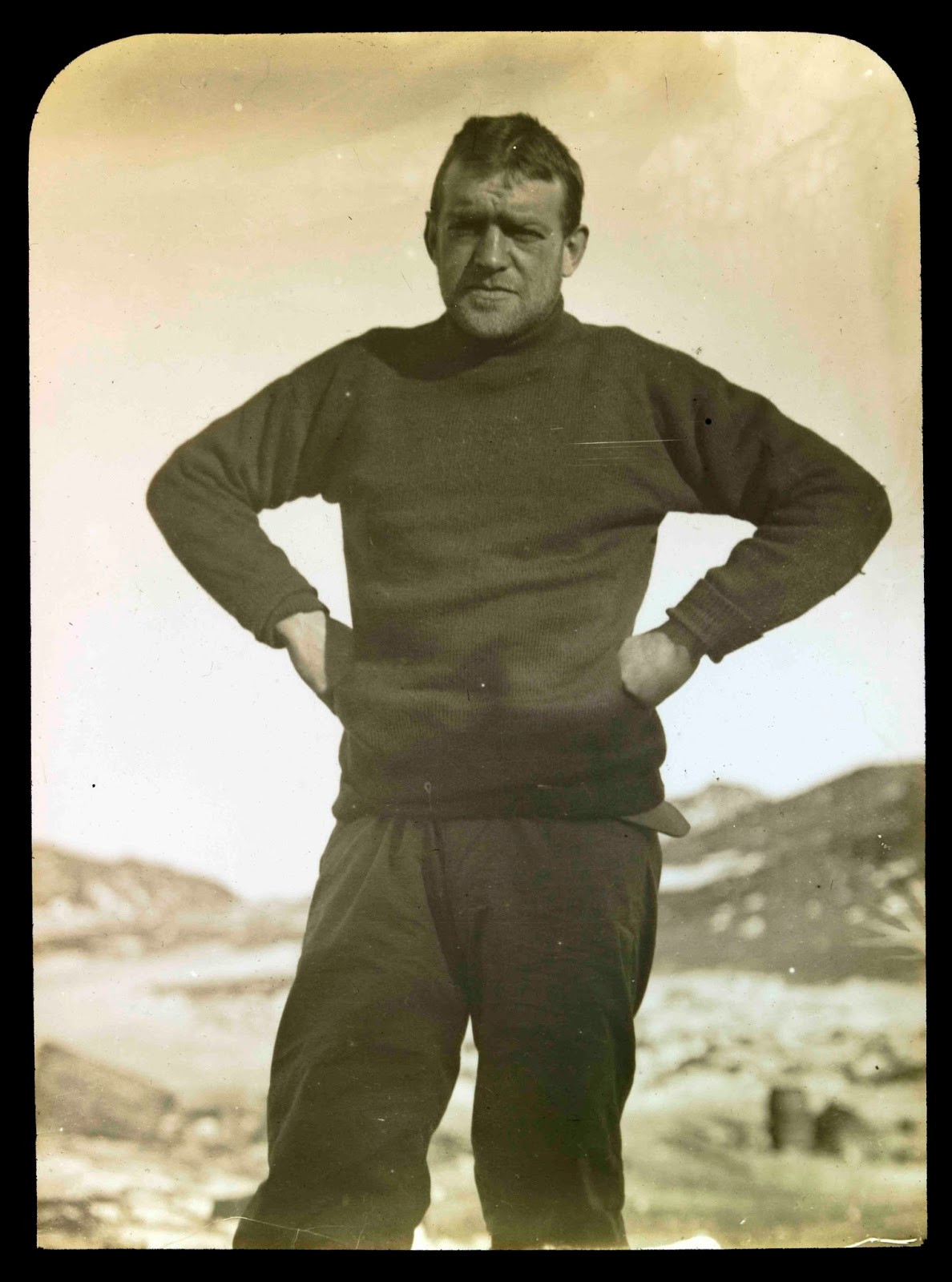
탐험 중의 섀클턴 (1908년)

  - 1월 9일 당시 인류가 도달할 수 없었던 남위 88도 23분에 도달
  - 6월 영국으로 귀국

님로드 호 탐험 이후, 1911년 12월 19일 아문센의 탐험대가 남극점에 도착한다.

## 인듀어런스호(1914~1916)
- 1914년
  - 12월 5일 사우스조지아 섬에서 항해 재개
  - 12월 8일 처음으로 빙산과 마주침
  - 12월 11일 부빙군을 과감히 뚫고 통과
- 1915년
  - 1월 12일 코츠랜드 만에 도착
  - 10월 15일 부빙군에서 벗어나 바다로 향함
  - 10월 27일 인듀어런스호가 부빙군 사이에 껴서 난파
  - 11월 7일 70일만에 부빙군이 녹음
  - 12월 23일 오션 캠프를 떠남
- 1916년
  - 4월 10일 보트를 띄워 육지로 향함, 엘리펀트 섬 상륙
  - 4월 24일 6명의 선발대가 구조를 요청하러 사우스조지아 섬으로 향함
  - 5월 8일 사우스조지아 섬의 남쪽 해안에 도착
  - 5월 15일 섀클턴, 워슬리, 크린의 사우스조지아 섬 횡단 시작
  - 5월 20일 포경기지에 도착
  - 10월 8일 엘리펀트 섬에 남겨진 대원 전원 구조

인듀어런스 호 탐험 이후, 섀클턴은 해군 소령 직위를 받고 일하다가 퀘스트호 탐험을 떠난다.

## 퀘스트호(1921~1922)
- 1921년

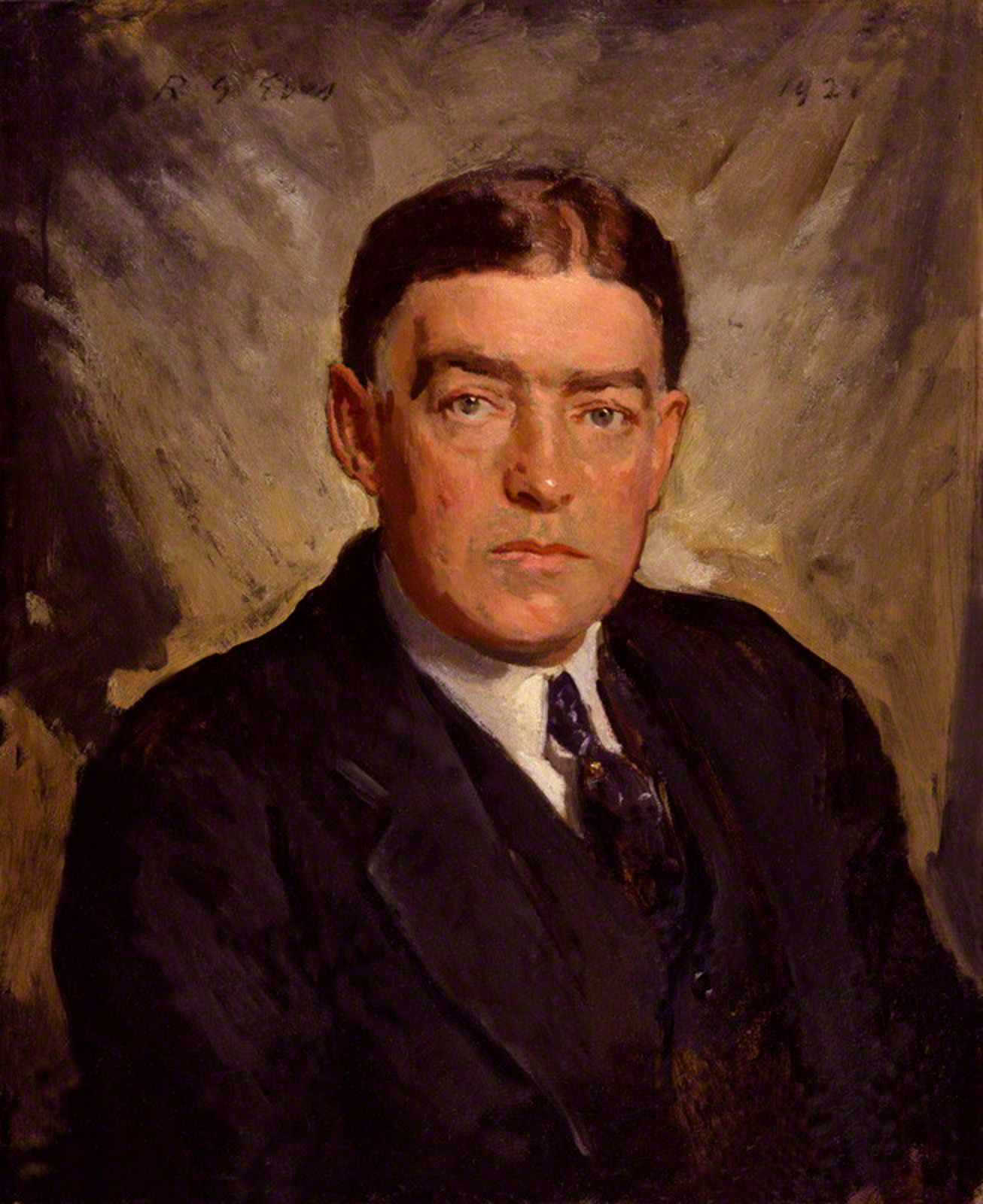
1921년의 초상화

  - 9월 섀클턴을 태운 퀘스트호가 사우스조지아 섬으로 출항
- 1922년
  - 1월 4일 사우스조지아 섬의 스트롬니스트 만에 상륙
  - 1월 5일 섀클턴, 죽종에 따른 심근 경색으로 사망

## 서훈
- 1907년 로열 빅토리아 훈장 4등급(Member of the Fourth Class, 현행 LVO)[3]
- 1909년 로열 빅토리아 훈장 3등급(CVO)[1]
- 1909년 기사작위(Knight Bachelor) 서임[2]
- 1919년 군(軍)부문 대영 제국 훈장 4등급(OBE)[4]

## 같이 보기
- 섀클턴 (충돌구)

## 참고 문헌